# مارک پلت
مارک ئی. پلت (انگلیسی: Marc E. Platt؛ زادهٔ مارس ۱۹۵۷) یا مارک پلت تهیه‌کننده فیلم، تلویزیون و تئاتر اهل ایالات متحده آمریکا است.
وی در پایکسویل مریلند به دنیا آمد. در ۱۹۷۹ از دانشگاه پنسیلوانیا فارغ‌التحصیل شد. پس‌از فارغ‌التحصیلی به مدرسه حقوق دانشگاه نیویورک رفت و در آنجا به عنوان وکیل مشغول به کار شد.
وی پیش از ورود به دنیای فیلم، به تولید و تهیه آثار نمایش‌های تئاتر پرداخت. او به‌عنوان مدیر تولید در سه شرکت فیلم‌سازی اوریون پیکچرز، ترایستار پیکچرز و یونیورسال استودیوز کار کرده‌است.
وی به‌همراه همسر و پنج فرزندش در لس آنجلس زندگی می‌کند. بن پلت پسر وی در آوازخوان حرفه‌ای به ایفای نقش پرداخت. جُنا، پسر دیگر وی؛ به عنوان بازیگر در شرور در برادوی حضور دارد.

## گزیدهٔ فیلم‌شناسی
- ۲۰۰۱: لگالی بلاند (تهیه‌کننده)
- ۲۰۰۳: هانی (تهیه‌کننده)
- ۲۰۰۳: لگالی بلاند ۲: قرمز، سفید و بلوند (تهیه‌کننده)
- ۲۰۰۵: مرد کامل (تهیه‌کننده)
- ۲۰۰۶: مسیر یازده سپتامبر (تلویزیونی، مدیر اجرایی تولید)
- ۲۰۰۸: ریچل ازدواج می‌کند (تهیه‌کننده)
- ۲۰۰۸: تحت تعقیب (تهیه‌کننده)
- ۲۰۰۹: نه (تهیه‌کننده)
- ۲۰۱۰: قانون‌شکن (تهیه‌کننده)
- ۲۰۱۰: چارلی سنت کلاود (تهیه‌کننده)
- ۲۰۱۱: راندن (تهیه‌کننده)
- ۲۰۱۳: ۲ اسلحه (تهیه‌کننده)
- ۲۰۱۴: افسانه زمستان (تهیه‌کننده)
- ۲۰۱۴: رودخانه گمشده (تهیه‌کننده)
- ۲۰۱۴: مرغ مقلد (تهیه‌کننده)
- ۲۰۱۴: به‌سوی جنگل (تهیه‌کننده)
- ۲۰۱۵: ریکی و فلش (تهیه‌کننده)
- ۲۰۱۵: پل جاسوس‌ها (تهیه‌کننده)
- ۲۰۱۶: لا لا لند (تهیه‌کننده)
- ۲۰۱۶: دختری در قطار (تهیه‌کننده)
- ۲۰۱۷: کریستوفر نولان (تهیه‌کننده)

## تئاتر و موزیکال
- ۲۰۰۳–اکنون: شرور (موزیکال)
- ۲۰۱۴: اگر/آنوقت (موزیکال)